# دانييلا راموس
دانييلا راموس (بالإسبانية: Daniela Ramos)‏ هي متسابقة ملكة الجمال وعارضة كولومبية، ولدت في 8 فبراير 1988 في كالي في كولومبيا.